# Рынков, Юрий Николаевич
Юрий Николаевич Рынков (30 декабря 1936, Душанбе, Таджикская ССР, СССР — 15 января 2017) — советский футболист, выступавший на позиции защитника. Известен по выступлениям за душанбинский «Энергетик». Мастер спорта СССР (1967).

## Биография
Учился на механическом факультете Душанбинского сельскохозяйственного института, одновременно играл за его команду на первенстве города и республики.
В 1958 году начал свои выступления за душанбинский клуб «Хосилот», который вскоре был переименован в «Энергетик», а уже после окончания карьеры Рынкова — в «Памир». Выступал за команду в течение десяти сезонов, был её основным защитником и сыграл более 250 матчей в классе «Б» и второй группе класса «А». Дважды, в 1961 и 1964 годах вместе с командой выходил в 1/16 финала Кубка СССР, где душанбинцы уступали соответственно «Шахтёру» (Сталиногорск) и бакинскому «Нефтянику».
В 1963 году в течение сезона играл за «Алгу» из Фрунзе, затем вернулся в Душанбе. Завершил игровую карьеру по окончании сезона 1968.
Входил в сборную Средней Азии и Казахстана. 
После завершения профессиональной карьеры принимал участие в любительских турнирах до 45-летнего возраста. Тренировал любительские команды. В 1970-е годы судил матчи первенства Таджикской ССР.
После ухода из спорта работал по специальности главным инженером автобазы.
Проживал в Душанбе до лета 2015 года, затем переехал в Брянск. Неоднократно в 2000-е и 2010-е годы участвовал в спортивных мероприятиях в Таджикистане в качестве почётного гостя.